# Дзвіниця Свято-Миколаївської церкви (Диканька)
Дзвіниця Свято-Миколаївської церкви — двоярусна дзвіниця неподалік храму в ім'я Св. Миколая в смт Диканька, Полтавська область, Україна. Пам'ятка архітектури національного значення, охоронний номер 590/2.

## Історія
у 1810–1827 роках, на відстані близько 100 м від Миколаївської церкви, із матеріалів розібраної церкви Різдва Пресвятої Богородиці збудовано відокремлену двоповерхову дзвіницю.

## Архітектура

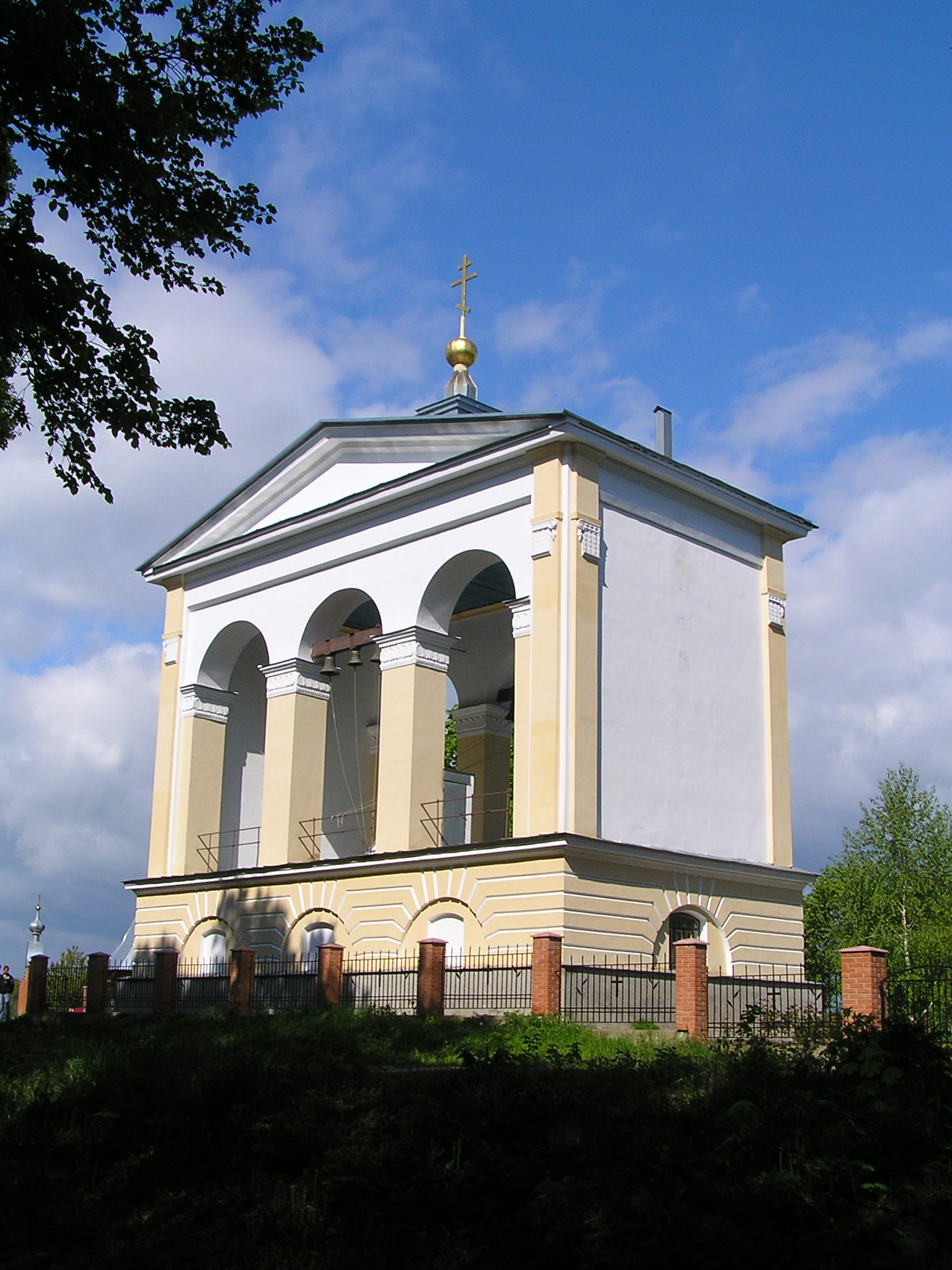
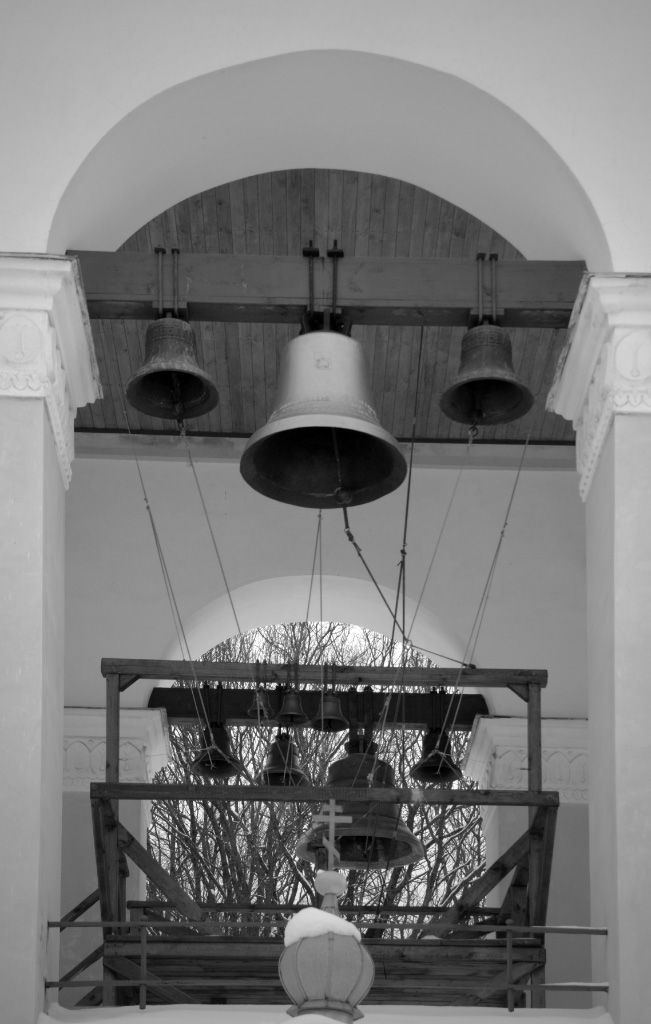
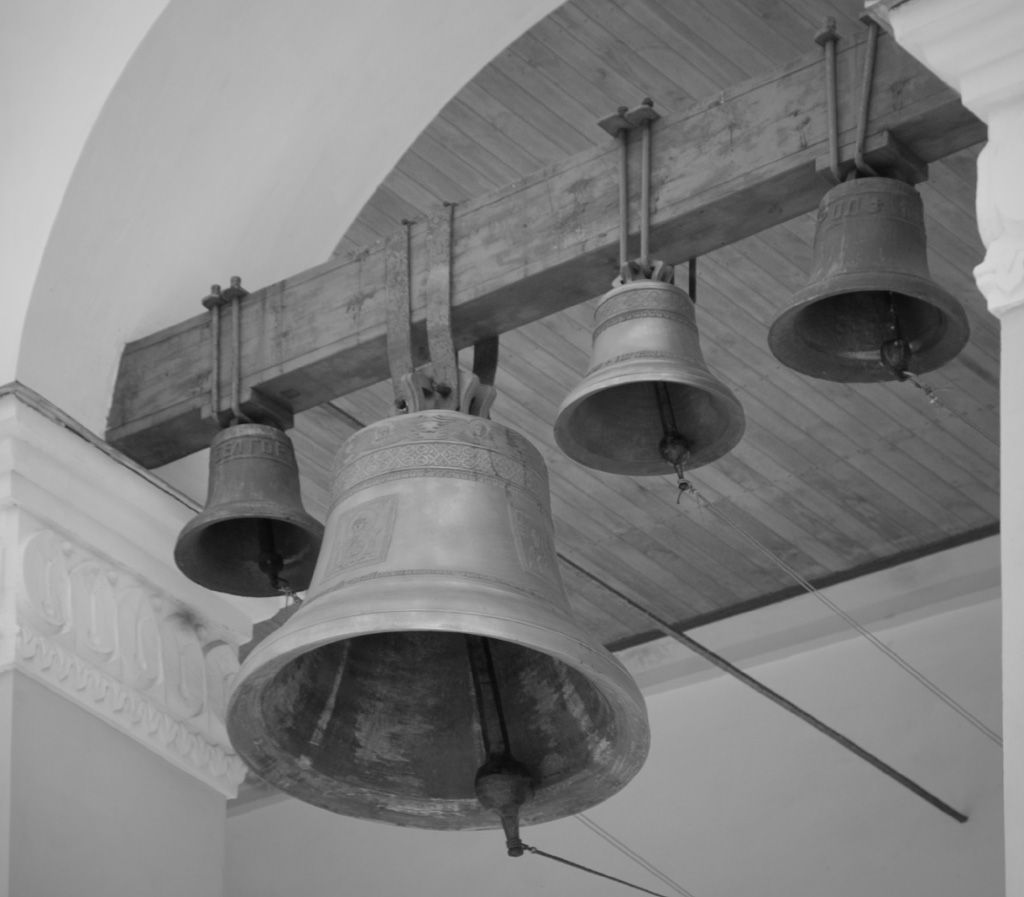

Автором проекту дзвіниці вважається архітектор Луїджі Руска (італ. Luigi Rusca). Збудована у вигляді давньоруських «звонниц», мурована, прямокутної форми, в плані двоярусна споруда. Перший ярус — цокольне приміщення, де розміщувалося житло для охорони, другий ярус — відкрита трьохпрогінна аркада, що завершувалася зі сходу і заходу трикутними фронтонами. Кути аркади підкреслені пілястрами.